# Liste de locutions latines commençant par P

## P
Aller à l'index de locutions latines
Pacta sunt servanda« Les conventions doivent être respectées. » Formule qualifiant l'engagement des parties à un contrat et à ses obligations.
Panem et circenses« Du pain et des jeux. » Juvénal, Satires, 10, 81. Reproche adressé par Juvénal au peuple romain qui, par abâtardissement, ne réclame plus que "du pain et des jeux". Voir ici le texte de Juvénal.
Para bellum« Prépare la guerre. » Abréviation de la formule Si vis pacem, para bellum. Désigne parfois le pistolet Luger P08.
Parcere subjectis et debellare superbos« Épargner les faibles, abattre les superbes. » Virgile, l'Énéide, 6, 852. Formule employée ironiquement pour dire qu'on renonce à écraser complètement un malheureux adversaire que l'on a déjà terrassé.
Pari passu« D'un pas identique. » Tous ensemble, simultanément.
Passim« Ici et là ; partout ; en tous sens. » Dans les références d'un texte universitaire, indique un mot, une expression, une notion apparus déjà plusieurs fois dans les citations précédentes.
Pater familias« Père de la famille. » En droit romain, le Pater familias était un chef de clan jouissant d'un droit absolu sur la famille (au sens étendu) et les esclaves, seul propriétaire de tous les biens et disposant du droit de vie et de mort sur les membres du clan.
Pater incertus, mater semper certissima« Si le père est incertain, la mère est toujours assurée. » Adage de droit romain. On lit de nombreuses variantes de cette locution. Cet adage a régi pendant plusieurs millénaires et tout autour du monde les mœurs et le droit des peuples. Il concerne en effet la reconnaissance de paternité, le droit de propriété et d'héritage. De  cette idée découlent les lois et les coutumes sur la virginité, la chasteté des femmes et l'adultère. Dans le Code civil napoléonien et dans les codes de nombreux autres pays, il régit, de façon implicite, les lois sur la paternité, l'héritage et la propriété. Dans certaines cultures, l'incertitude sur la paternité due à l'adultère des femmes conduit à des châtiments terribles. Aujourd'hui, dans les pays où sont reconnues des pratiques nouvelles, telles que la fécondation in vitro où les mères porteuses, cela pose des problèmes cruciaux sur de larges portion du droit qui sont loin d'être toutes résolues. Ainsi, dans les cas des mères porteuses, doit-on reconnaître comme mère légitime la femme qui a fourni l'ovule, celle qui a porté l'enfant ou les deux ?
Pater omnipotens« Père tout puissant. » L'une des dénominations de Dieu dans la religion catholique.
Pater Patriae« Père de la Patrie. »
Pater peccavi« Mon père, j'ai péché. » Introduction de la confession dans le rite de l'Église catholique romaine.
Patere aut abstine« Endure ou abstiens-toi. » La version moderne est due à Jean-Pierre Chevènement : « Un ministre, ça ferme sa gueule ; si ça veut l'ouvrir, ça démissionne. »
Patere legem quam ipse fecisti« Souffre la loi que tu as faite toi-même. » Une autorité ne peut déroger à une loi qu'elle a elle-même édictée. C'est un des fondements de l'État de droit.
Pauca sed bona« Peu mais bon. » En petite quantité mais de bonne qualité, par exemple pour des aliments.
Pauca sed matura« Peu mais mûr. » Peut s'entendre à double sens. Aurait été la formule favorite du mathématicien Carl Friedrich Gauss.
Pax æterna« Paix éternelle. » Épitaphe courante.
Pax Christi« La paix du Christ. » Vœu avant la communion dans ma messe catholique.
Pax Deorum« La paix des Dieux. » Vœu des Romains désirant obtenir la paix des Dieux plutôt que leur colère (Ira Deorum).
Pax in terra hominibus bonae voluntatis« Paix sur terre aux hommes de bonne volonté. » Formule extraite de la prière catholique du Gloria ou elle figure sous la forme Et in terra pax hominibus bonae voluntatis.
Pax Romana« Paix romaine. » Période de prospérité et de calme relatif des débuts de l'Empire romain.
Pax melior est quam iustissimum bellum« La paix est meilleure que la plus juste des guerres. »
Pax tecum« Que la paix soit avec toi. » Formule de salutation. Lorsque la salutation s'adresse à plusieurs personnes, on emploie pax vobiscum.
Pax vobiscum« Que la paix soit avec vous. » Formule de salutation en usage lors de diverses cérémonies chrétiennes et présente sous diverses formes dans l'Écriture sainte.
Pecunia non olet« L'argent n'a pas d'odeur. » Réponse de Vespasien à son fils Titus qui se plaignait des taxes sur les urinoirs : Voir : Atqui, e lotio est « Eh oui ! ça vient de l'urine. ».
Pede pœna claudo« Le châtiment suit le crime en boitant. » Horace, Odes, 3, 2, 32. La justice est lente mais inéluctable.
Per ardua ad astra« Par les difficultés jusqu'aux étoiles ; dans l'adversité jusqu'aux étoiles. » Voir : Ad astra.
Per aspera ad astra« Par des sentiers ardus jusqu'aux étoiles ; dans l'adversité jusqu'aux étoiles. » Voir : Ad astra.
Per capita« Par tête. » En économie et en statistiques : par habitant.
Per contra« Par contre ; au contraire. » Voir A contrario.
Per fas et nefas« Par le juste et l'injuste. » Par tous les moyens possibles, justes ou injustes, permis ou non.
Per inania regna« Dans le royaume des ombres. » Virgile, l'Énéide, 6, 269. Extrait d'un passage de l'Énéide ou l'auteur narre son voyage aux Enfers. Voir ici l'extrait du texte de Virgile.
Per os« Par la bouche. » Terme médical : médicament administré per os.
Per scientiam ad salutem ægroti« Le salut du malade passe par la science. »
Per se« En soi. » Sans référence à toute autre chose : négligence per se, faire le mal per se.
Perinde ac cadaver« Tel un cadavre. » Expression de la littérature de théologie ascétique illustrant l'obéissance parfaite à la volonté de Dieu.
Perpetuum mobile« Mouvement perpétuel. » Terme musical.
Persona non grata« Personne indésirable. »
Petitio principii« Pétition de principe. » Raisonnement fallacieux où la conclusion est contenue dans les prémisses.
Pia mater« Mère pieuse. » Terme médical : "Tendre mère". Des trois membranes qui protègent le cerveau et la moelle épinière, la dernière et la plus mince, en contact avec les tissus nerveux.
Pinxit« Peint par… » Abrégé Pinx. Le Portrait de monsieur Bertin de Ingres est signé et daté J. INGRES PINXIT 1832 en haut et à gauche.
Plaudite, cives !« Applaudissez, citoyens ! » Formule par laquelle les comédiens romains sollicitaient les applaudissements du public à la fin du spectacle.
Placere et docere Plaire et instruire.
Plenus venter non studet libenter« On étudie mal lorsque le ventre est plein. »
Plures crapula quam gladius perdidit« L'ivresse est plus périlleuse que le glaive. »
Plurimae leges pessima respublica« Plus les lois sont nombreuses, pire est l’État. » Interpolé de Corruptissima re publica plurimae leges.
Plus ultra« Encore et au-delà. » Devise de l'Espagne.
Poena est malum passionis propter malum actionis« La peine est un mal causant une souffrance à raison du mal causé par une action. » Principe de droit.
Pons asinorum« Pont-aux-ânes. » Obstacle apparent qui ne rebute que les imbéciles.
Pontifex maximus« Grand Pontife. »
Post aut propter« Après cela ou bien à cause de cela. » La succession des événements n'implique pas la causalité. Voir Post hoc non est propter hoc.
Post cenam non stare sed mille passus meare« Après dîner ne reste pas, mais va flâner mille pas. »
Post cibum« Après les repas. » Terme médical : médicament à prendre post cibum, "après les repas". Voir Ante cibum.
Post coitum« Après le coït. » Après l'acte sexuel.
Post hoc ergo propter hoc« Après cela donc à cause de cela. » Sophisme selon lequel, lorsque deux événements se succèdent, le second est nécessairement la conséquence du premier.
Post hoc non est propter hoc« Après cela, mais pas à cause de cela. » S'oppose au sophisme Post hoc ergo propter hoc.
Post meridiem« Après midi. » Période de la journée comprise entre midi et minuit. Voir Ante meridiem.
Post mortem« Après la mort. » Voir Ante mortem.
Post mortem auctoris« Après la mort de l'auteur. » Locution employée dans le domaine juridique de la propriété intellectuelle pour désigner l'échéance des droits d'auteur, généralement plusieurs années après la mort de l'auteur.
Post mortem nihil est« Après la mort il n'y a rien. » Abréviation de Post mortem nihil est ipsaque mors nihil.
Post mortem nihil est ipsaque mors nihil« Après la mort il n'y a rien ; la mort elle-même n'est rien. » Sénèque, Les Troyennes, 2, 398. Voir ici le texte de Sénèque.
Post prandium« Après le déjeuner. » Après le repas qui rompt le jeun. Terme médical. Voir Ante prandium.
Post scriptum« Écrit après. » Abrégé en P.S. Utilisé aujourd'hui pour introduire une remarque, une note, un complément après la signature d'un document.
Post tenebras Lux« Après les ténèbres vient la lumière. » Devise de la République et Canton de Genève.
Potius mori quam foedari« Plutôt mourir que se déshonorer. » Attribué au cardinal Jacques de Portugal (mort en 1459).
Praemonitus praemunitus« Celui qui est prévenu est prémuni », c'est-à-dire « Un homme averti en vaut deux. »
Præsente medico nihil nocet« Quand le médecin est là, pas de danger. »
Praesumptio sumitur de eo quod plerumque fit« Une présomption se tire de ce qui survient le plus souvent. » Adage juridique.
Prævenire melius est quam præveniri« Précéder vaut mieux qu'être précédé. »
Premimur non opprimimur« Opprimés mais pas abattus » Devise de la résistance huguenote lors des persécutions consécutives à la révocation de l'édit de Nantes en 1685.
Prima luce« À la première lumière. » À l'aube.
Prima facie« À la première face. » À première vue, de prime abord.
Primo occupanti« Droit du premier occupant. » Principe qui fonde, par exemple, au Canada, les droits territoriaux des peuples premiers.
Primum movens« Cause première. »
Primum non nocere« D'abord, ne pas nuire. » Un des principaux préceptes d'éthique médicale.
Primum vivere deinde philosophari« Vivre d'abord, philosopher ensuite. »
Primus inter pares« Premier entre les égaux. » Le primus inter pares jouit d'un rang honorifique ; sa voix est écoutée avec une particulière attention mais il ne dispose d'aucun pouvoir sur ses pairs.
Pro bonoAbréviation de pro bono publico « Pour le bien public. » Expression qui désigne le fait de mettre à disposition ses compétences à titre gratuit.
Pro domo« Pour sa propre cause. » Littéralement : « Pour sa maison. » Expression courante : « Plaidoyer pro domo ».
Pro forma« Selon la forme requise. » Désigne le plus souvent un document respectant le minimum des formes requises.
Pro parte« En partie. »
Pro rata« Selon le rapport. » À proportion.
Pro rege, saepe, pro patria semperdevise de Jean-Baptiste Colbert ; « Pour le roi souvent, pour la patrie toujours ».
Pro se« En personne. »
Pro tempore« Pour un temps limité. » Désigne souvent une fonction ou une charge temporaire.
Probis pateo« Je suis ouvert(e) aux gens honnêtes » Formule souvent inscrite à la porte d'entrée d'une ville, villa, ou école.
Propria manu« De sa propre main. »
Prorata temporis« À proportion du temps écoulé. »
Punctum saliens« Point saillant. »
Aller à l'index de locutions latines

### Panem et circences
Juvénal, Satires, 10, 73…81. [Traduction : Henri Clouard, Juvénal et Perse ; Paris, Garnier, 1934.]
| Sed quid turba Remi ? sequitur fortunam, ut semper, et odit damnatos. […] Iam pridem, ex quo suffragia nulli uendimus, effudit curas ; nam qui dabat olim imperium, fasces, legiones, omnia, nunc se continet atque duas tantum res anxius optat, panem et circenses. | Mais que fait donc le peuple issu de Rémus ? Il adhère au succès, comme toujours, et il maudit ceux qui ont perdu la partie. […] Depuis qu'il n'y a plus de suffrages à vendre, il se désintéresse de tout ; lui qui jadis disposa du commandement, des faisceaux, des légions enfin de tout, il n'a plus d'ambitions ; il n'éprouve plus qu'un double désir passionné : "Du pain et des jeux". |
Retour à la liste des locutions latines.

### Per inania regna
Virgile, l'Énéide, 6, 264-269. [Traduction : Université catholique de Louvain, légèrement modifiée.]
| Di, quibus imperium est animarum, umbraeque silentes, et Chaos, et Phlegethon, loca nocte tacentia late, sit mihi fas audita loqui ; sit numine uestro pandere res alta terra et caligine mersas ! Ibant obscuri sola sub nocte per umbram, perque domos Ditis uacuas et inania regna. | Dieux, souverains des âmes, Ombres silencieuses, Chaos et Phlégéthon, lieux muets étendus dans la nuit, permettez-moi de dire ce que j'ai entendu, accordez-moi de révéler les secrets enfouis dans les profondeurs obscures de la terre. Ils s'avançaient seuls, dans l'ombre d'une nuit obscure, à travers les demeures vides et le royaume inconsistant de Pluton. |
Retour à la liste des locutions latines.

### Post mortem nihil est ipsaque mors nihil
Sénèque, Les Troyennes, 2, 393-399. [Traduction : Collection des Auteurs latins publiés sous la direction de M. Nisard, Le Théâtre des latins comprenant Plaute, Térence et Sénèque le Tragique ; Paris, Didot, 1855.]
| Ut calidis fumus ab ignibus vanescit spatium per breue sordidus ; ut nubes grauidas, quas modo uidimus, Arctoi Boreae disiicit impetus ; Sic hic, quo regimur, spiritus effluet. Post mortem nihil est, ipsaque mors nihil, velocis spatii meta nouissima. | Comme la fumée sombre qui s'élève d'un foyer s'évanouit en peu de temps, comme ces nuages épais que dissipe dans l'air l'aquilon impétueux, ainsi s'évapore le souffle qui nous anime. Il n'y a rien après la mort ; la mort elle-même n'est rien : c'est le dernier terme d'une course rapide. |
Retour à la liste des locutions latines.